# Marius Copil
Marius Copil (Arad, 17 ottobre 1990) è un tennista romeno.

## Carriera
Usa il rovescio ad una mano.
Nel settembre 2009 Copil riceve una wild card per giocare il torneo di Bucarest. Al primo turno elimina Victor Crivoi e al secondo si arrende a Rubén Ramírez Hidalgo.
Il 23 maggio 2010 perde la sua prima finale della carriera nel Challenger di Cremona contro Denis Gremelmayr con il punteggio di 6–4, 7–5.
Il 6 febbraio 2011 vince il suo primo torneo Challenger della carriera a Kazan' contro con la vittoria in finale su Andreas Beck.
Il 5 febbraio 2012 perde la finale del torneo Challenger di Kazan' contro Jürgen Zopp.
Il 17 febbraio 2013 vince il torneo Challenger di Quimper battendo in finale Marc Gicquel.
Nel 2015, nel torneo di Bucharest, vince il primo titolo ATP nel doppio, con Adrian Ungur, ai danni di Nicholas Monroe e Artem Sitak.

## Statistiche

### Singolare

#### Sconfitte in finale (2)
| Legenda                   |
| Grande Slam (0)           |
| ATP World Tour Finals (0) |
| ATP Masters 1000 (0)      |
| ATP World Tour 500 (1)    |
| ATP World Tour 250 (1)    |

| N. | Data             | Torneo                 | Superficie  | Avversario in finale | Punteggio           |
| 1. | 11 febbraio 2018 | Sofia Open, Sofia      | Cemento     | Mirza Bašić          | 6(6)-7, 7-6(4), 4-6 |
| 2. | 28 ottobre 2018  | Swiss Indoors, Basilea | Cemento (i) | Roger Federer        | 6(5)-7, 4-6         |

### Doppio

#### Vittorie (1)
| Legenda                   |
| Grande Slam (0)           |
| ATP World Tour Finals (0) |
| ATP Masters 1000 (0)      |
| ATP World Tour 500 (0)    |
| ATP World Tour 250 (1)    |

| N. | Data           | Torneo                  | Superficie  | Compagno     | Avversari in finale         | Punteggio         |
| 1. | 26 aprile 2015 | Romanian Open, Bucarest | Terra rossa | Adrian Ungur | Nicholas Monroe Artem Sitak | 3–6, 7–5, [17–15] |

### Tornei minori

#### Singolare

##### Vittorie (6)
| Legenda tornei minori   |
| ATP Challenger Tour (3) |
| ITF Futures (3)         |

| N. | Data             | Torneo                              | Superficie  | Sfidante in finale | Punteggio   |
| 1. | 6 febbraio 2011  | Kazan Kremlin Cup, Kazan'           | Cemento(i)  | Andreas Beck       | 6–4, 6–4    |
| 2. | 17 febbraio 2013 | Open Quimper, Quimper               | Cemento (i) | Marc Gicquel       | 7–6(9), 6–4 |
| 3. | 30 ottobre 2016  | Hungarian Challenger Open, Budapest | Cemento (i) | Steve Darcis       | 6–4, 6–2    |